# Feliniopsis theryi
Feliniopsis theryi är en fjärilsart som beskrevs av François Louis Nompar de Caumont de Laporte 1975. Feliniopsis theryi ingår i släktet Feliniopsis och familjen nattflyn. Inga underarter finns listade i Catalogue of Life.